# Pievolupis
Pievolupis je potok 2. řádu na západě Litvy (Klaipėdský kraj), v okrese Kretinga. Je dlouhý 8,6 km. Povodí má rozlohu 20,8 km². Je to levý přítok řeky Šlaveita. Teče zpočátku klikatě v celkovém směru západním, později asi polovina toku směrem jihojihozápadním až ke vsi Dirgalis, u které se stáčí do směru západního, po soutoku s potokem Biržtva se stáčí opět do směru celkově jihojihozápadního. Celý potok je regulovaný. Do řeky Šlaveita se vlévá 1,8 km na západojihozápad od obce Grūšlaukė, 7,5 km od jejího ústí do Akmeny jako její levý přítok.

## Přítoky
- Levé:

Grūšlaukio upelis (Délka: 5,9 km; plocha povodí: 7,6 km², vlévá se 0,7 km od ústí; kód: 20010463)
- Pravé:

Biržtva (d. 5,0 km, p.p. 3,0 km², vlévá se 2,4 km od ústí; kód: 20010462), Pelkupis (d. 4,6 km, vlévá se 1,7 km od ústí)
- mnoho drobných nevýznamných pravých i levých regulovaných přítoků

## Sídla při potoce
- Dirgalis, Grūšlaukė